# La Ferrière-Airoux
La Ferrière-Airoux es una población y comuna francesa, situada en la región de Poitou-Charentes, departamento de Vienne, en el distrito de Montmorillon y cantón de Gençay.

## Demografía
| 416 | 382 | 321 | 270 | 281 | 293 |
| Para los censos de 1962 a 1999 la población legal corresponde a la población sin duplicidades (Fuente: INSEE [Consultar]) |     |     |     |     |     |